# Peter Poreku Dery
Peter Poreku Dery (ur. 10 maja 1918 w Ko, diecezja Wa, zm. 6 marca 2008 w Tamale), ghański duchowny katolicki, arcybiskup Tamale, kardynał. Sługa Boży Kościoła katolickiego.

## Życiorys
Święcenia kapłańskie przyjął 11 lutego 1951. W marcu 1960 został mianowany biskupem Wa, sakry biskupiej udzielił mu 8 maja 1960 papież Jan XXIII. W listopadzie 1974 został przeniesiony na stolicę biskupią Tamale, a po podniesieniu Tamale do rangi metropolii w maju 1977 otrzymał godność arcybiskupa. Zrezygnował z rządów archidiecezją po osiągnięciu wieku emerytalnego w marcu 1994.
W lutym 2006 znalazł się w gronie piętnastu duchownych, wyniesionych do godności kardynalskiej na pierwszym konsystorzu papieża Benedykta XVI. Arcybiskup Dery był najstarszy w gronie nominowanych i ze względu na wiek (ukończone 80 lat) nie miał nigdy prawa udziału w konklawe; w marcu 2006 otrzymał tytuł kardynała diakona Sant’Elena fuori Porta Prenestina.
Wśród biskupów, którym Dery udzielił sakry biskupiej, jest m.in. jego następca na stolicy arcybiskupiej Tamale (a wcześniej na stolicy biskupiej Wa) Gregory Ebolawola Kpiebaya (1975). Peter Dery był również współkonsekratorem przyszłego kardynała Petera Turksona (1993).
13 lipca 2013 roku został otwarty jego proces beatyfikacyjny.